# Ice MC
Ice MC (настоящее имя Ян Кэмпбелл; англ. Ian Campbell, род. 22 марта 1965, Ноттингем, Великобритания) — рэпер, музыкант и художник.

## Биография
Ян родился и вырос в районе Хайсон Грин в Ноттингеме в семье выходцев с Ямайки. В школе благодаря инициалам IC он получил кличку ICE (позднее он интерпретировал её как Ian Campbell Esquire — Ян Кэмпбелл Эсквайр).
В 1983 году присоединился к группе брейк-дансеров, путешествующих по Европе. В 1989 году в Италии он познакомился с Роберто Дзанетти — композитором и певцом, более известным под сценическим именем Savage (Саваж). Дзанетти в то время занимался продюсерской деятельностью под псевдонимом Robyx (Робикс) и искал подходящего рэпера для нового проекта.
Их первый совместный сингл «Easy», выполненный в стиле хип-хаус, вышел в 1989 году и сразу попал в верхние строчки всех европейских хит-парадов, заняв в Италии пятое, а в Германии третье место. Два последующих сингла «Cinema» и «Scream», а также альбом Cinema, вышедший в 1990 году, также стали популярными в Европе и Японии.
Ян много гастролировал, однако в танцевальной музыке набирал популярность евродэнс — направление на стыке техно, хауса и итало-диско, в результате чего альбом My World, вышедший в 1991 году, оказался гораздо менее успешным.
Для записи третьего альбома Дзанетти пригласил в качестве вокалистки итальянскую певицу Alexia, а Ice MC полностью изменил свой внешний облик и стиль: теперь это был раггамаффин. Альбом был выдержан в классическом евродэнс-стиле и быстро попал на верхние места в хит-парадах по всему миру. Самые известные хиты, вошедшие в альбом: «It’s a Rainy Day», «Take Away The Colour», «Russian Roulette» и «Think About the Way», — последняя вошла в саундтрек к фильму 1996 года «На игле» (зелёный диск).
В 1995 году вышел альбом ремиксов «Ice’n’Green — The Remix Album», главным синглом с которого была новая версия «Take Away the Colour ('95 Reconstruction)».
В 1996 году разногласия между Ice MC и Дзанетти приводят к разрыву. Ян уехал в Германию, где в 1996 году выпустил не ставший популярным альбом Dreadatour; продюсером которого выступила группа Masterboy. В 1998 году предпринимается ещё одна попытка покорить чарты: выходят промосинглы «Busy Body» и «Energy», но, ввиду заката эры евродэнса, крупные лейблы интереса к ним не проявили.
В конце 2002 года Ян решил вернуться в Италию и связаться с Дзанетти. В результате в 2004 году появились два новых сингла «It’s a Miracle» и «My World», затем 19 апреля на лейбле Time Records вышел альбом Cold Skool. Ни синглы, ни альбом интереса у слушателей не вызвали, и Ян снова расстался с Дзанетти.
Затем Ян вернулся в Англию, где начал работу над новым альбомом, который должен был появиться в конце 2008 года, однако так и не вышел.
C 2011 года Ice MC выпустил несколько новых песен совместно с диджеем Sanny J.
В 2012 году был выпущен новый сингл «Out Tonight» с участием Джулии Галь, а в 2013 году были выпущены новые ремиксы от Enfortro и Dirty Disciples.
В 2017 году был выпущен сингл с участием Нико Хайнца и Макса Куна, включая официальное видео.

## Дискография
| - 1990 — Cinema - 1991 — My World - 1994 — Ice’ N’ Green - 1995 — Ice' N' Green (The Remix Album) - 1996 — Dreadatour - 2004 — Cold Skool (только для Италии) | - 1989 — «Easy» - 1990 — «Scream» - 1990 — «Cinema» - 1990 — «OK Corral!» - 1990 — «The Megamix» - 1991 — «People» - 1991 — «Happy Weekend» - 1992 — «Rainy Days» - 1993 — «Take Away the Colour» - 1994 — «Think About the Way» (в UK вышел под названием «Bom Digi Bom») - 1994 — «It’s a Rainy Day» - 1995 — «Take Away the Colour ('95 Reconstruction)» - 1995 — «Ice’n' Mix» (Triple set remixes) (только в Италии) - 1995 — «Megamix» (только во Франции) - 1995 — «Run Fa Cover» (только в США) - 1996 — «Russian Roulette» (только в Швеции) - 1996 — «Funkin' With You» (только во Франции) - 1996 — «Give Me the Light» - 1996 — «Music for Money» - 1997 — «Let’s Take It Easy» - 1997 — «Bebop The Night» (original soundtrack "wilde zeiten") - 1998 — «Busy Body» (Promo) - 1998 — «Energy» (Promo) - 2004 — «It’s a Miracle» - 2004 — «My World» - 2012 — «Out Tonight» - 2017 — «Do The Dip» |